# Lagos (Portugalsko)
Lagos je menší město v jihozápadní části Portugalska, v regionu Algarve, distriktu Faro. Lagos leží na pobřeží Atlantského oceánu, v Cádizském zálivu, ze severu obklopený pohořím Serra de Monchique. Lagos, podobně jako celá pobřežní oblast regionu Algarve, je významným turistickým centrem.
Město má rozlohu 29 km2 a žije zde okolo 22 000 obyvatel.

## Historie
Místo osídlili již Féničané, kteří zde založili osadu. Po nich následovali Řekové, Kartáginci a Římané, kteří město pojmenovali Lacobriga. V 8. st. město získali Maurové, opevnili ho a přejmenovali na Zawaya. Po příchodu křesťanů, Lagos v pol. 15. st. nechvalně proslul jako překladiště otroků. Ve stejné době zde sídlil i Jindřich Mořeplavec, který odsud řídil realizaci svých cest. Narodil se zde také další známý mořeplavec Gil Eannes.

## Město a památky

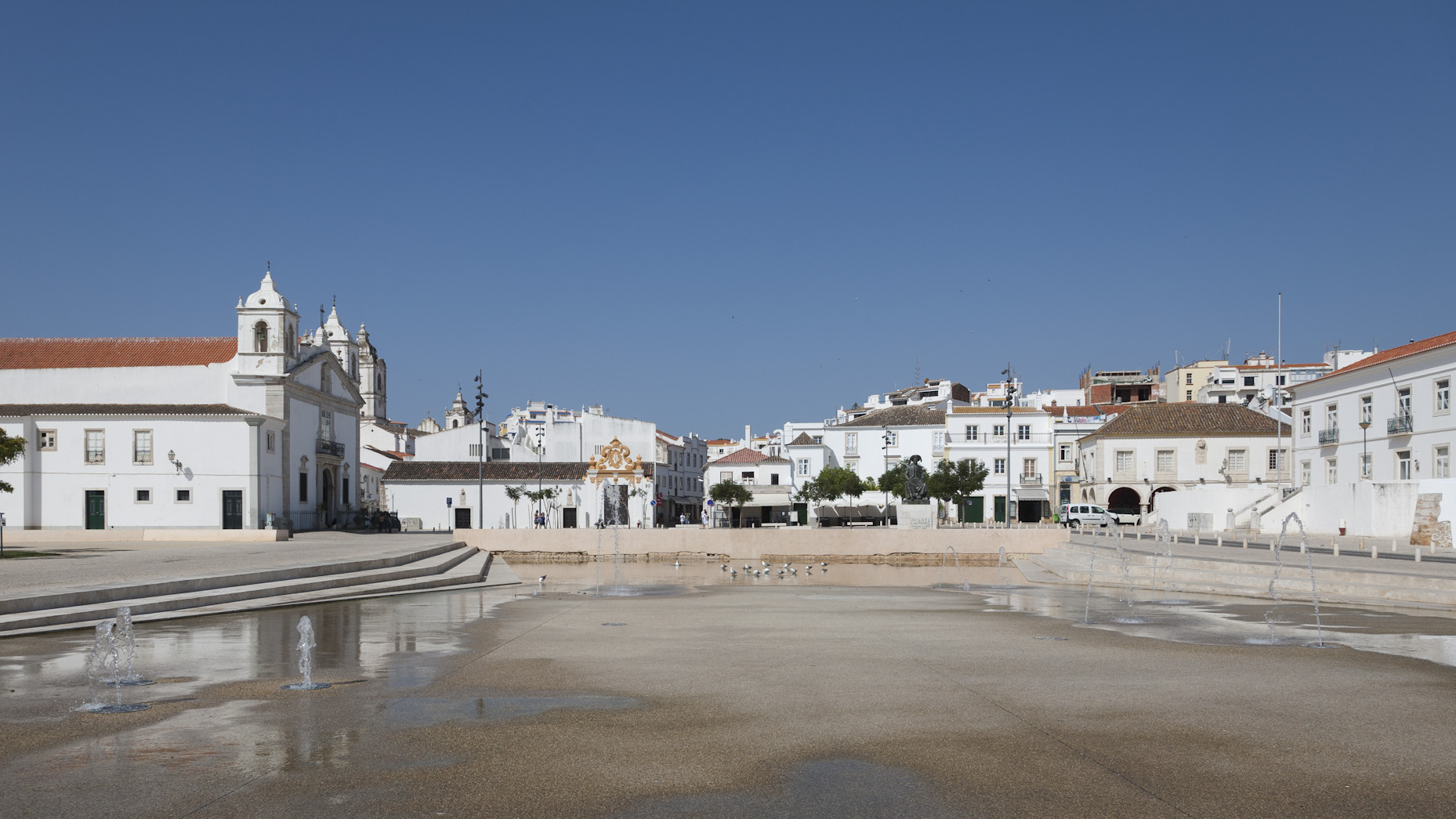
náměstí Praça Infante de Henrique

Střed města se nachází v blízkostí ústí přístavního kanálu do oceánu, na náměstí Praça Infante de Henrique. V jihovýchodní části náměstí stojí kostel Panny Marie (Santa María) ze 16. st., pár desítek metrů jihozápadně od něj stojí další významná církevní stavba ve městě, kostel sv. Antonína (Sao António) s barokním interiérem a zlacenou výzdobou. Na menším náměstí Praça de Gil Eannes je budova městské radnice. Jižně od náměstí Praça Infante de Henrique je možné vidět zachované hradby ze 16. st., které obklopují část starého města. Na pobřeží je opevnění Forte da Ponta da Bandeira ze 17. st.
- kostel Panny Marie (Santa María), založen v roce 1498
- kostel sv. Antonína (Sao António), barokní stavba z poč. 18. st., interiér je bohatě zdobený
- kostel sv. Sebastiána (São Sebastião), založen na konci 15. st., během zemětřesení v roce 1755 poškozen a následně přestavěn
- Forte da Ponta da Bandeira, pevnost sloužila k ochraně přístavu, pro vojenské účely byla využívána až do 20. st., v současné době je zde muzeum námořnictví
- městský trh Mercado Municipal da Avenida, budova byla postavena v roce 1924, na počátku tohoto st. rekonstruována a dále využívána k původnímu účelu jako městský trh
- přístav Marina de Lagos, postavený v roce 1994, nabízí 460 míst pro lodě a jachty, dále restaurace, bytové domy, obchody

### Fotogalerie

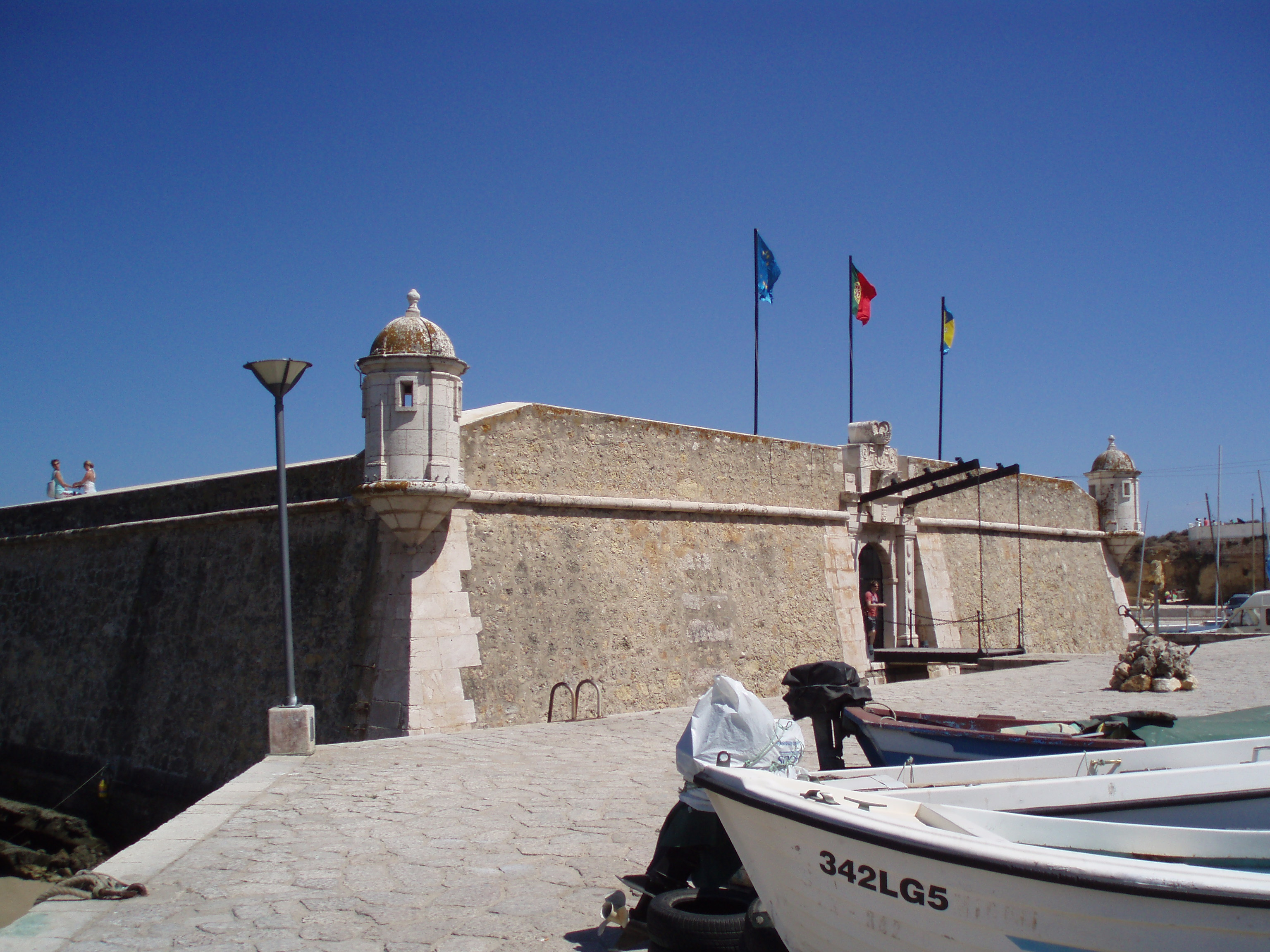
Forte da Ponta da Bandeira
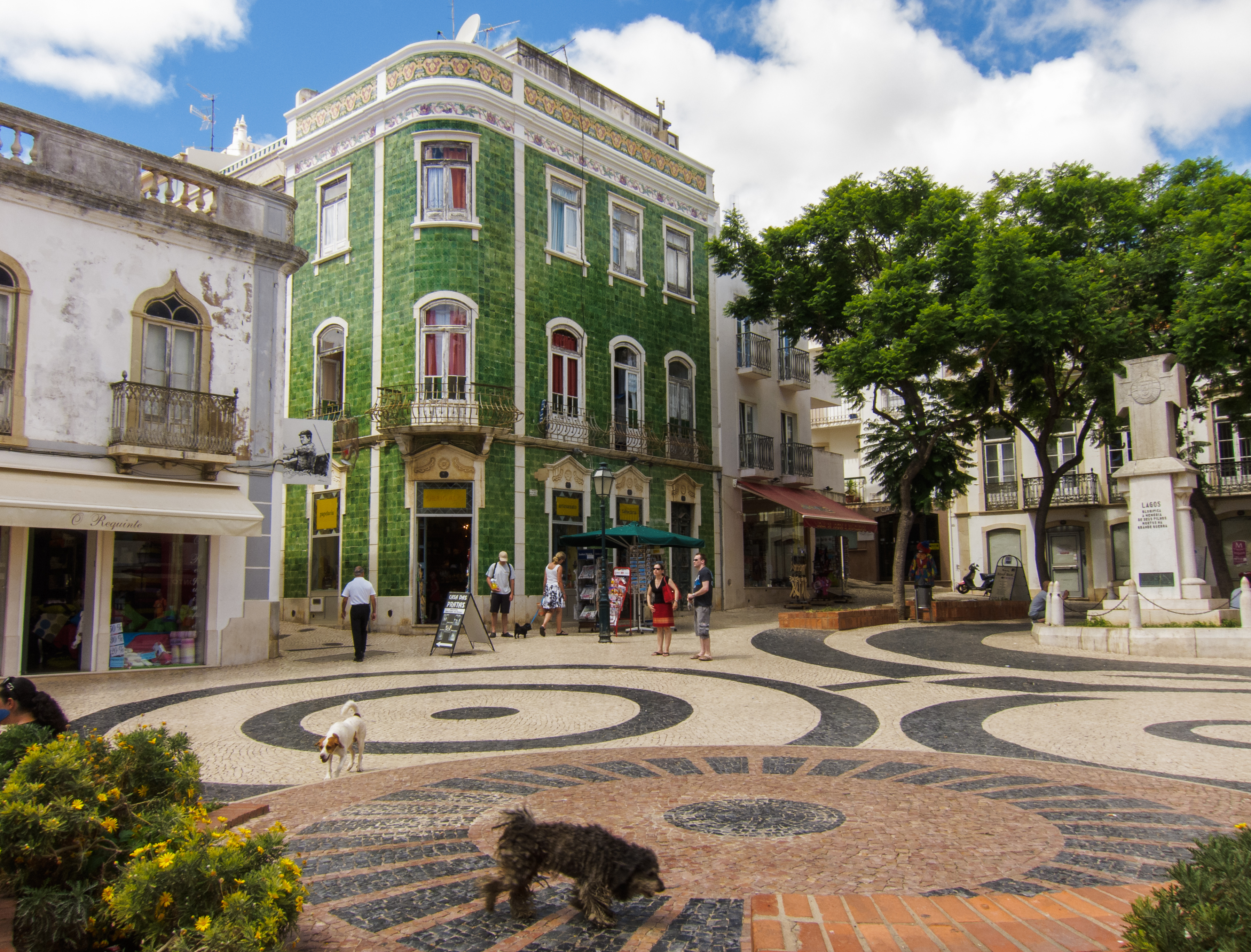
náměstí Praca de Gil Eannes
městské hradby
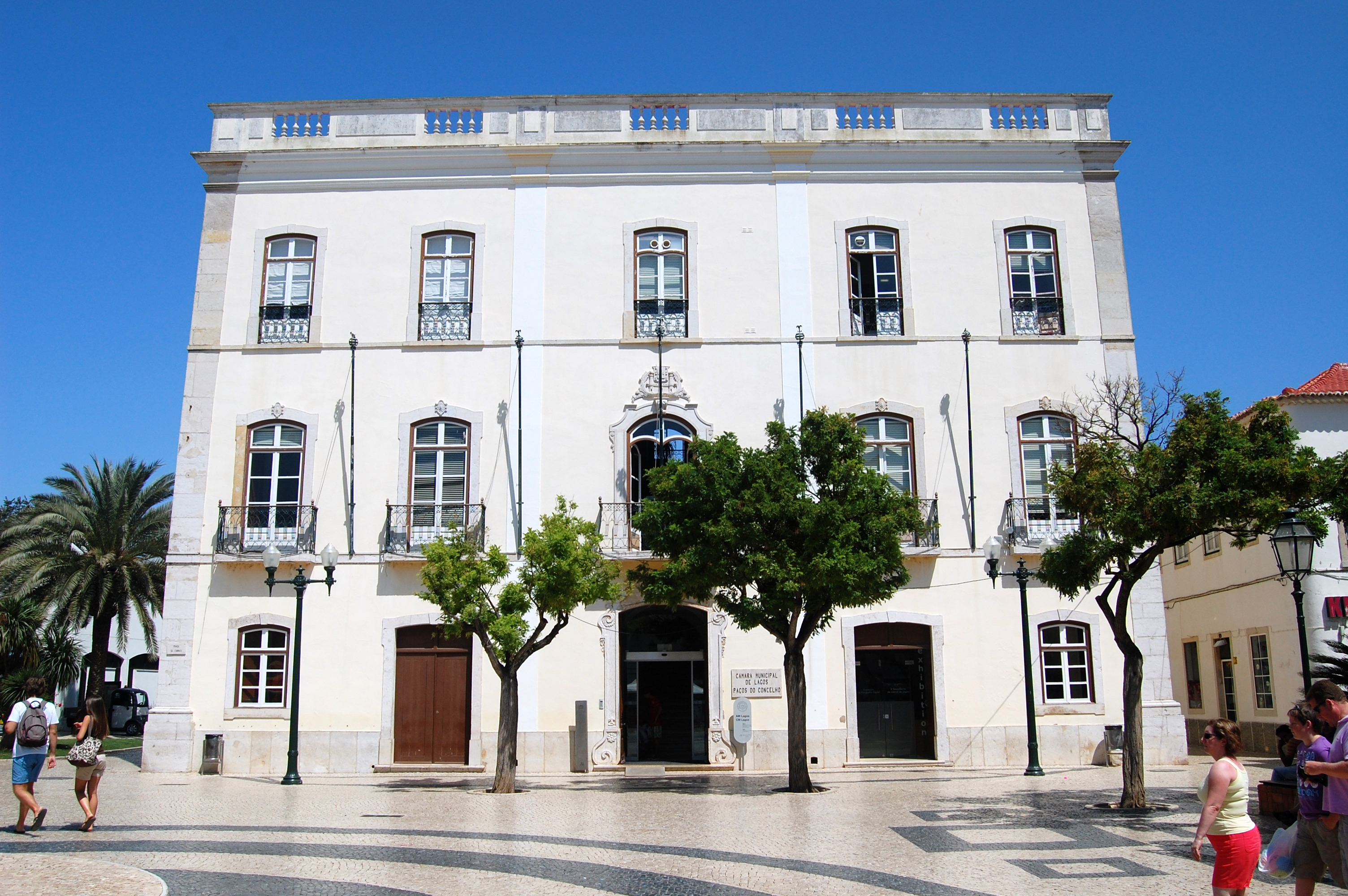
radnice
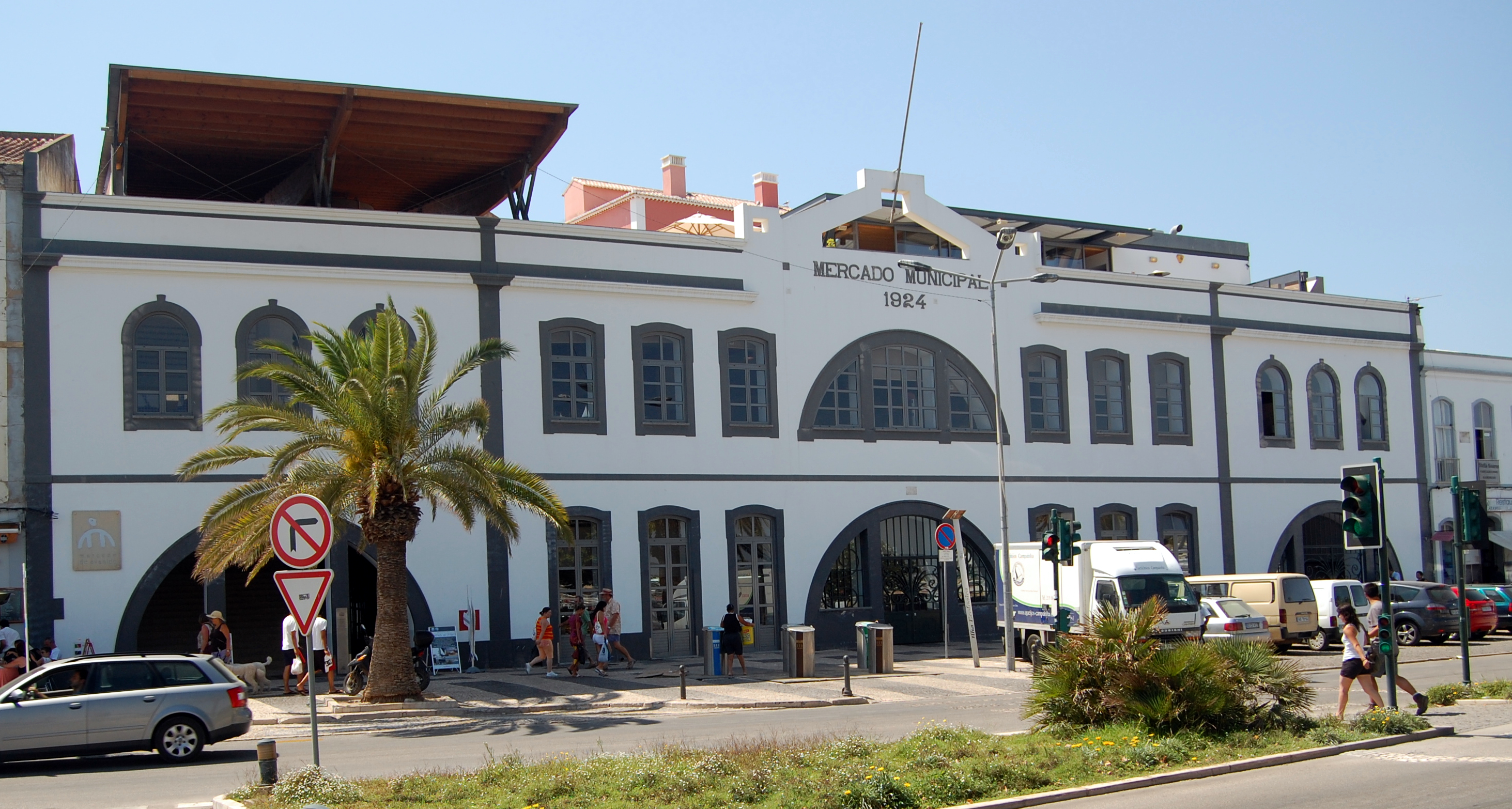
budova městského tržiště
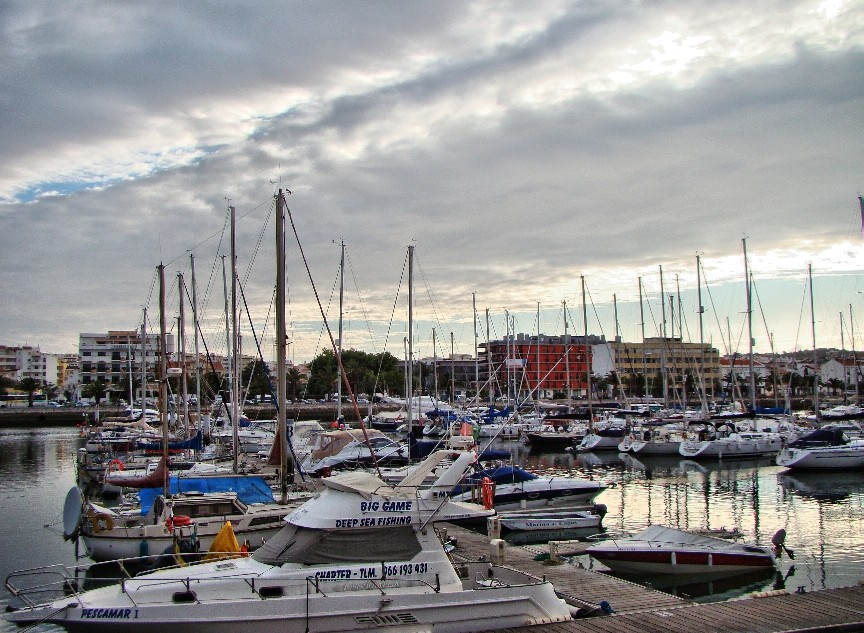
přístav Marina de Lagos
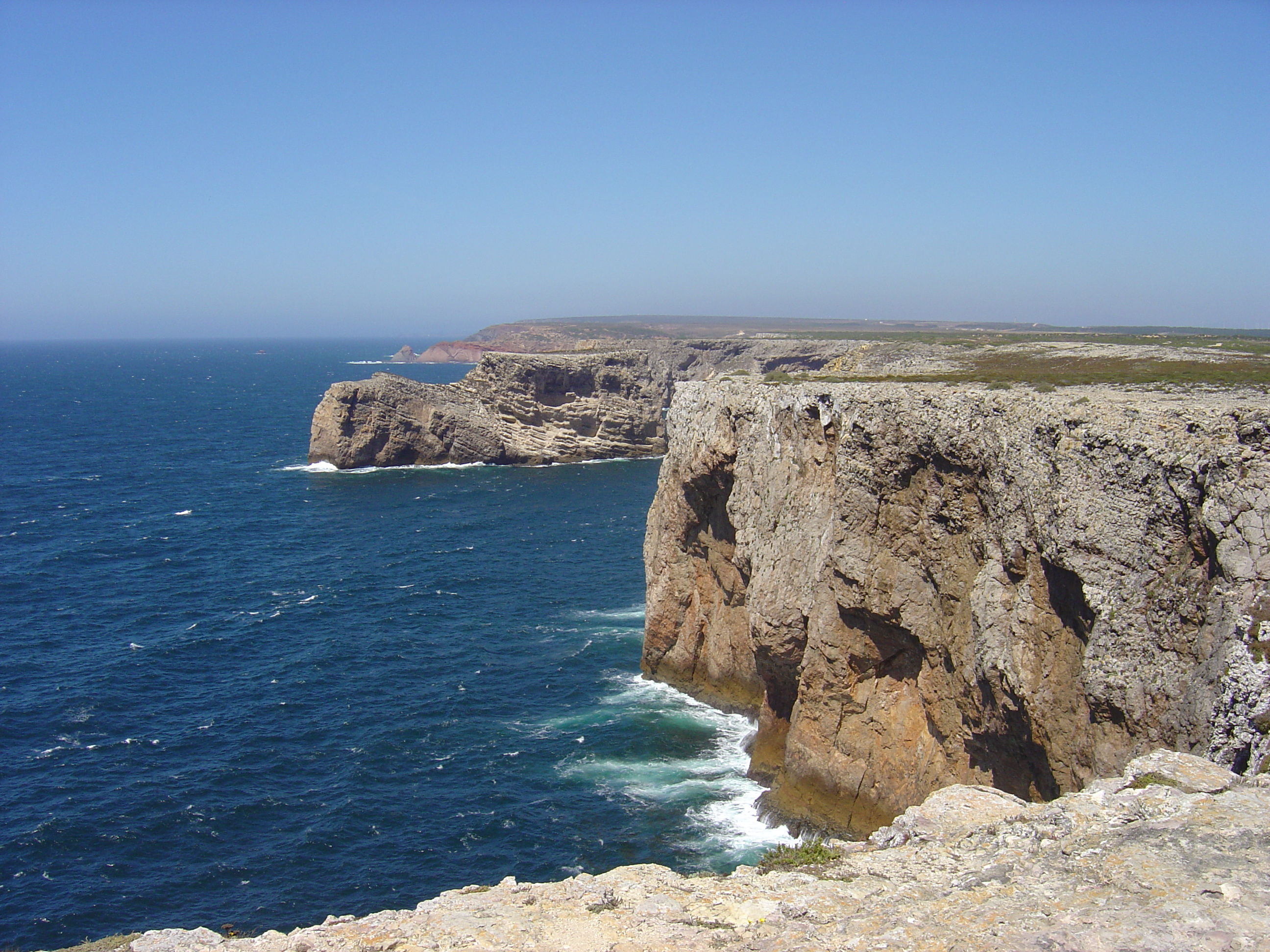
Cabo São Vicente

### Okolí města
Jižně od města se nachází pískovcové útesy. Oceánský příliv zde vytvořil samostatné útesy v moři, různé vodní tunely, malé, obtížně dostupné pláže. Místa jsou vyhledávané jak místními lidmi, tak turisty. 20 km severovýchodně od města se nachází pohoří Serra de Monchique. Oblast je porostlá duby, eukalypty, borovicemi a kaštany, jsou zde termální prameny. Nejvyšším bodem pohoří je vrch Foia, 902 m. Přibližně 35 km západně od Lagosu leží Cabo de São Vicente (mys sv. Vincenta). 75 m vysoký útes tvoří jihozápadní "hranici" evropského kontinentu.

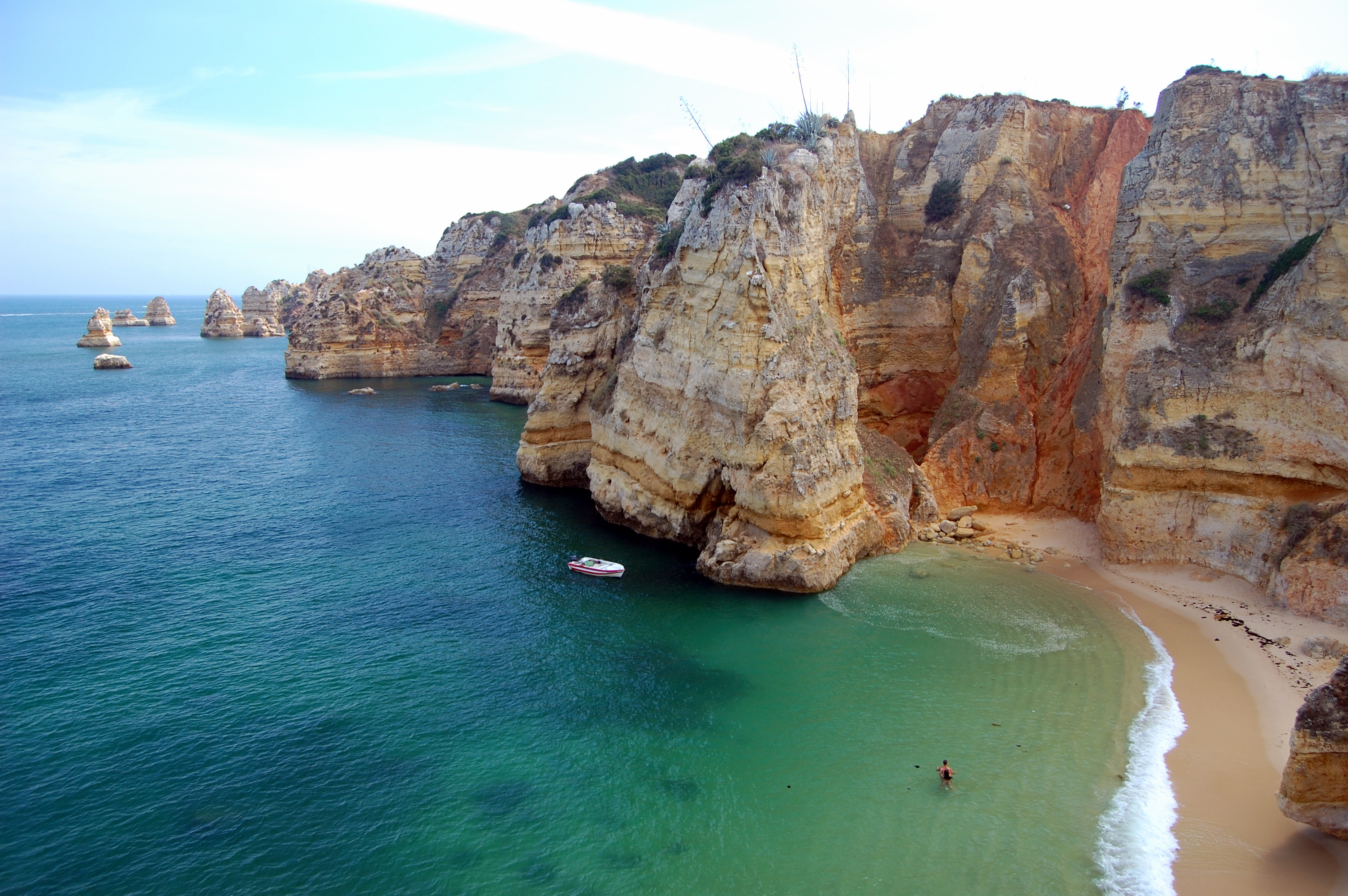
pláž Dona Ana

## Pláže
Meia Praia, Praia da Batata, Praia dos Estudantes, Praia do Pinhão, Praia da Dona Ana, Praia do Camilo, Praia dos Pinheiros, Praia Grande
Praia da Ponta da Piedade, Praia do Barranco Martinho, Praia do Canavial, Praia do Porto de Mós, Praia da Luz